# Amphimedon aitsuensis
Amphimedon aitsuensis är en svampdjursart som först beskrevs av Kazuo Hoshino 1981.  Amphimedon aitsuensis ingår i släktet Amphimedon och familjen Niphatidae. Inga underarter finns listade i Catalogue of Life.